# Abborrtjärnet (Silleruds socken, Värmland, 658053-130742)
Abborrtjärnet är en sjö i Årjängs kommun i Värmland och ingår i Göta älvs huvudavrinningsområde.